# Three on a Meathook
Three on a Meathook är en EP med det amerikanska death metal-bandet The Ravenous, utgiven 2002 av skivbolaget Red Stream, Inc.

## Låtlista
1. "Clotted Cryptic Writings" – 2:47
2. "I Drink Your Blood" – 4:51
3. "Three on a Meathook" – 4:36
4. "Apocalyptic Paranoia" – 5:30

## Medverkande
Musiker (The Ravenous-medlemmar)
- Chris Reifert – sång, trummor
- Killjoy (Frank Pucci) – sång
- Dan Lilker – basgitarr
- Clint Bower – gitarr
- Danny Coralles – gitarr

Produktion
- The Ravenous – producent
- Red Stream, Inc. – producent
- Randall Rhodes – ljudtekniker
- Blair Calibaba – ljudtekniker, ljudmix
- Killjoy – ljudmix
- Michael Riddick – omslagsdesign, omslagskonst